# Cheng Pu
En aquest nom xinès, el cognom és Cheng.
Cheng Pu va ser un general militar que va servir per tres generacions sota la família Sun de senyors de la guerra de Wu Oriental durant el període de la tardana Dinastia Han Oriental de la història xinesa.

## Biografia

### Primer servei sota Sun Jian
Els Registres dels Tres Regnes de Chen Shou descriu a Cheng Pu com un cavaller ben plantat que era brillant en el discurs. Ell era originalment un funcionari local a la seva ciutat natal de Beiping Propi. Quan Sun Jian era reclutant voluntaris per lluitar contra els rebels dels Turbants Grocs, Cheng Pu es va unir a ell, i va participar en la subjugació de les ciutats de Wan i Deng. Després que va ser formada l'aliança contra Dong Zhuo, va continuar seguint a Sun Jian en la seva lluita contra les forces de Dong, i va resultar greument ferit a la batalla de Yangren. Això no obstant, Cheng Pu va sobreviure a la ferida en rebre tractament després de la victòria final de Sun Jian a Yangren.

### Conflictes entre senyors de la guerra
A través d'haver lluitat dures batalles, Sun Jian va recuperar la capital de la Dinastia Han, Luoyang, només per descobrir com el pròsper paradís del seu temps havia estat reduït a cendres. Després d'expulsar a Lü Bu del cementiri imperial a les fores de Luoyang, Sun va recuperar el segell imperial d'una de les tombes (o d'un pou sec a l'interior del palau). Desconfiant de Yuan Shao, el líder de la coalició que havia proposat substituir l'emperador amb un dels parents reials, Sun no va lliurar el segell imperial quan li van demanar de fer-ho. A conseqüència d'això, Yuan Shao es va aliar amb Liu Biao, mentre Yuan Shu formava una aliança amb Sun per resistir. En el 191, Yuan Shu va instar a Sun Jian a atacar a Liu Biao de la Província de Jing, i Sun Jian va ser mort per l'aliat de Liu Biao Huang Zu a la Batalla de Xiangyang. Cheng Pu, juntament amb altres vells coneguts de Sun Jian, van ser units a les forces de Yuan Shu. Però un any més tard, ell seguirien al fill de Sun Jian, Sun Ce, per iniciar un nou viatge per pacificar Jiangdong.
L'assistència de Cheng Pu en la conquesta de Sun Ce de Jiangdong va ser tremenda, ja que se li acredita en haver pres quatre ciutats i cincs comandàncies. Ell també va aidar en sotmetre als bandits locals al voltant de la zona, en una ocasió, Sun Ce va ser envoltat per bandits sota el lideratge de Zu Lang, Cheng Pu va carregar amb un dels seus genets i va traure fora del gruix dels bandits a Sun Ce. Per tant, el seu jove senyor va dipositar-li molta cofiança, i era referit per altres companys més joves com "Mestre Cheng".

### Batalla dels Penya-segats Rojos
En el 208, just després que Sun Quan va derrotar a Huang Zu a la batalla de Xiakou, ell ja s'enfrontava a una altra amenaça més gran, Cao Cao, provinent del nord. Fins i tot i estar desfavorits de forma dràstica, Cheng Pu juntament amb uns altres diversos generals de l'exèrcit van argüir a favor per la defensa de Jiangdong. Per tant, ell va servir com a segon al comandament de Zhou Yu a la batalla dels Penya-segats Rojos i va derrotar a l'armada de Cao Cao en el riu. Va ser nomenat Governador de Jiangxi després, i se li va encarregar la tasca de reforçar a Zhou Yu per conquerir la Comandància de Nan.

### Mort
Després que la Comandància Nan va ser aconseguida, i la Província de Jing se li va donar a Liu Bei per les bones relacions, Cheng Pu va retornar al seu post. Un dia ell va decidir dur a terme l'ajusticiament de centenars de traïdors cremant-los fins a la mort, probablement a causa del fum Cheng va caure greument malalt després de l'execució, i després de cent dies més o menys, va faltar al seu llit de mort, sent succeït pel seu fill, Cheng Zi (程咨).